# کولت کارگو
کولت کارگو (به انگلیسی: COLT Cargo) یک شرکت هواپیمایی است که در تاریخ ۲۰۱۳ میلادی تأسیس شده است. دفتر مرکزی این شرکت در شهر سائو پائولو کشور برزیل قرار دارد.
این شرکت هواپیمایی ۲ فروند هواپیمای بوئینگ ۷۳۷ را در ناوگان خود دارد.